# 格雷姆·布朗

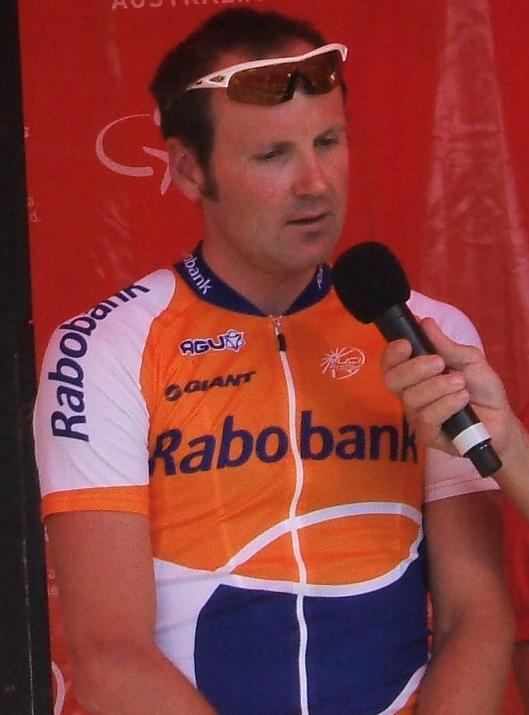
格雷姆·布朗

格雷姆·布朗（Graeme Brown，1979年4月9日—），生于澳大利亚北部地区达尔文，是一名澳大利亚职业自行车运动员，他两次为澳大利亚赢得奥林匹克运动会金牌。

## 自行车生涯
布朗是荷兰合作银行队的成员。
他在街道比赛中最大的成就是在2005年在马来西亚的兰卡威自行车赛中获胜，他在五个阶段赛中打破纪录。
作为场地自行车运动员他在2004年雅典奥林匹克运动会上与布拉德利·麦吉、布雷特·兰开斯特和卢克·罗伯茨一起获得了团体追逐赛冠军并创造了3:58.233的世界纪录。此外他还在男子麥迪遜賽中与斯图尔特·奥格雷迪一起获得金牌。2002年在曼彻斯特的英联邦运动会上他也获得了两枚金牌。

### 马克·弗兰奇药物丑闻
在一个上诉法庭出庭作证时马克·弗兰奇称格雷姆·布朗等人经常在他的房间里注射维生素和其它补给物质。一名清洁工在弗兰奇灾澳大利亚体育研究所的房间外发现了13个生长激素的药瓶、注射器针头和维生素。在针头上也发现有生长激素。弗兰奇的封禁后来在上诉过程中被取消，对布朗本人没有投诉。

## 个人生活
布朗住在悉尼近郊的门纳伊，已婚。